# アピタ金沢店
アピタ金沢店（アピタかなざわてん）は、石川県金沢市中村町にあるユニー株式会社が管理、運営するショッピングセンター。

## 概要
2000年（平成12年）9月、当地に所在したサンテラス金沢を建て替えて開店。建て替え店舗は地上5階建て。1、2階は売り場、3〜5階は立体駐車場となっている。アピタと43の専門店で構成されている。
1階には、家電量販店の100満ボルトが入居している。
前身は、1977年（昭和52年）11月に開店したユニー金沢店（SC名称・サンテラス金沢)であり、同店はかつて金沢市竪町に存在し、1978年（昭和53年）12月に閉店したユニー竪町店の実質的な移転後継店である。なお、ユニー竪町店跡地は、のちに金沢パティオが建設された。

## テナント
- ドラッグストアーズショップ[1]
- キャビーヌ[1]
- ハニーズ[1]
- STAGE[1]
- 100満ボルト[1]
- KOMEYA[1]
- フラワーショップラロ[1]
- ソフトバンク[1]
- 100円ショップポピア[1]
- books えみたす[1]
- マルチョウ神戸屋、神戸亭[1]
- 芝寿し[1]
- ミスタードーナツ[1]
- ハローズガーデン[1]
- セイハ英語学院[1]
- 北國新聞文化センター[1]
- チャンスセンター[1]

詳しくは、公式ホームページを参照。

## アクセス

### バス
- 北鉄バス　白菊町みどり行で15分増泉一丁目下車[1]

### 自動車
- E8 北陸自動車道 金沢西ICより車で14分
- E8 北陸自動車道 金沢東ICより車で19分

## 周辺
- 金沢市立中村町小学校
- 満天の湯 金沢店
- ファミリーマート 金沢増泉店
- ファミリーマート 金沢増泉中央店
- 春日神社
- 石川トヨタ 金沢御影店
- はま寿司 金沢中村店
- 金沢市立高岡中学校
- 金沢中警察署 増泉交番
- マックスバリュ増泉店